# Orožno pravo
Orožno pravo so zakoni, ki urejajo posedovanje, nošenje, prodajo in transport orožja (danes predvsem strelnega orožja). Orožno pravo je namenjeno predvsem civilnemu področju, saj imajo državne organizacije (policija, oborožene sile) ločena pravila. Orožno pravo je po navadi zbrano v zakonu.
Regulacija strelnega orožja je danes v nekaterih državah predmet razprave. Medtem ko je posedovanje strelnega orožja v določenih državah zelo omejeno, imajo Mehika, Gvatemala in ZDA ustavno prepoznano pravico do posedovanja orožja.

## Zakonodaja po svetu

### Slovenija
V Sloveniji orožje regulira Zakon o orožju Republike Slovenije.
V Sloveniji mora oseba pred nakupom orožja opraviti poseben preizkus, lovski izpit (za lovsko orožje) oziroma preizkus za varnostika. Za nošenje in prenos orožja je pri sebi potrebno imeti orožni list.

### Združene države Amerike
Američani so najbolj oborožen narod na svetu. Drugi amandma ustave Združenih držav Amerike Američanom daje pravico do nošenja orožja.
Orožno pravo je od zvezne države do zvezne države različno. Območje najbolj strogih orožnih zakonov v ZDA je Washington, D. C., medtem ko ima 27 zveznih držav zgolj minimalne regulacije strelnega orožja.
Vodilni orožni lobi v ZDA je NRA (Narodna združba za puške), ki močno vpliva na orožne zakone ZDA.

## Razprava
Zagovorniki deregulacije orožja se pogosto sklicujejo na pravico do samoobrambe, lažjo obrambo oboroženega prebivalstva pred morebitno tiransko vlado, odvračanje zločina, ki naj bi ga ustvarilo orožje, in (znotraj držav z ustavno pravico do nošenja orožja) na ustavo.
Argumenti zagovornikov regulacije orožja so, da imajo brez regulacije orožja kriminalci do njega lažji dostop, da se oboroženo prebivalstvo tako ali tako ne bi moglo upirati organizirani poklicni vojski, in da se zločini pogosto dogajajo tudi v zelo oboroženih območjih.
Raziskave se o vplivu oboroženosti prebivalstva na razširjenost zločinov in demokratičnost države niso zedinile.